# عطرية

جزيء البنزين أبسط المواد الكيميائية العطرية.

في الكيمياء تعنى كلمة العطرية أو الأروماتية هي خاصية كيميائية يكوّن بها الجزيء جزيئا في شكل حلقة. الحلقة تكون عادة سداسية الشكل حيث تتكون من ستة ذرات من الكربون مرتبطة ببعضها البعض؛ وفي نفس الوقت ترتبط كل ذرة كربون بذرة هيدروجين. أبسط الجزيئات العطرية هو البنزين وصيغته الكيميائية (C6H6).
وهذا يقال أنه يحدث بسبب حرية دوران الإلكترونات حول ترتيب دائرى من الذرات، وتتبادل فيما بينها الوضع الأحادي والثنائي للرابطة التساهمية. (لتوضيح أكثر، هذه الروابط يمكن أن تلاحظ كتهجين بين الروابط الأحادية والثنائية، فكل رابطة في الحلقة تكون متطابقة مع الأخرى.) وهذا هو التصور العام للحلقات العطرية الذي تم اقتراحه بواسطة كيكولة. ويتكون هذا التصور للبنزين من شكلين بهما رنين، وهما يمثلان تبادل الوضع للروابط الأحادية والثنائية. ويكون البنزين أكثر ثباتا من «الهيكسا ترايين الحلقي», وهو جزيء نظري.
ويمثل السهم ذو الرأسين هنا عملية الرنين. وهندسيا فإن البنزين شكل سداسي تام. وبصفة عامة فإن الرابطة C=C أقصر من C-C, ولا يجب أن يخلط بين الشكلين حيث أن طول الرابطة C-C يتذبذب.
ويوجد تمثيل أفضل لحلقة البنزين، وهو وضع دائرة حيث تتوزع الكثافة الإلكترونية من الرابطة باي أسفل وأعلى الحلقة. وهذا التمثيل للحلقة أفضل في تمثيل الكثافة الإلكترونية في الحلقة.

## خصائص المركبات الأروماتية
معظم المركبات الأروماتية لها الخواص الآتية:
1. بها نظام إلكترونات باي غير متمركزة تتبادل فيما بينها الروابط الأحادية والثنائية.
2. مسطحة.
3. تحتوى على حلقة واحدة على الأقل.
4. عدد الإلكترونات باي غير المتمركزة يساوي 4n + 2، حيث "n" تساوي عدد الحلقات المكوِّنة للمركب العطري. وهذا ما يعرف بقاعدة هوكل.

وبالرغم من أن البنزين عطري، فإن البيوتاديين حلقي غير عطري، حيث أن عدد إلكترونات باي غير المتمركزة يساوى 4, وهذا لا ينتج أي رقم صحيح عند تطبيق قاعدة هوكل. ولكن أيون البيوتاديين الحلقي (-2) عطري.
والجزيئات غير العطرية يقال عليها أليفاتية. وتمثل الجزيئات العطرية شكل محسن من الثبات الكيميائي، بمقارنته بالجزيئات غير العطرية المماثلة. ويسبب دوران الإلكترونات باي في الجزيء الأروماتي توليد مجال مغناطيسي موضعي، ويمكن التعرف عليه بواسطة الرنين النووي المغناطيسي. الجزيئات المستوية التي تحتوى على حلقة وحيدة بها إلكرتونات باي عددها 4n يقال عليها ضد أروماتية، أو موبيوس، وغالبا ما تكون غير ثابتة. سيكلو أوكتا تيترا يين (Cyclooctatetraene COT) لا تعانى من عدم الثبات عن طريق تغيير شكلها المسطح.

## أمثلة للمركبات الأروماتية
أكثر الهيدروكربونات الأروماتية التي لها أهمية اقتصادية البنزين، التولوين، (أورثو، بارا) زيلين. ويتم إنتاج ما يقرب من 35 مليون طن من هذه المواد سنويا. ويتم الحصول عليهم من المخاليط الناتجة من تقطير قطران الفحم، ويتم استخدامهم لإنتاج كثير من الكيماويات والبوليمرات، ومنها الستيرين، الفينول، الأنيلين، البولي إستر، النايلون.

Styrène
Naphtalène
فينول

### الحلقيات غير المتجانسة
الأروماتيات ذات الحلقات غير المتجانسة، يكون فيها واحدة أو أكثر من ذرات الكربون الموجودة في الحلقة الأروماتية مستبدلة بعنصر أخر:
وهذه العناصر إما ان يكون الاوكسجين أو الكبريت أو عنصر النيتروجين.
- البيريدين: يستخدم كمذيب وكمركب وسيط في التفاعلات.
- الفيوران: أيضا أروماتي، ولكن ليس أروماتي بنفس درجة البنزين، وعلى هذا فهو أكثر نشاطا. والمركب تيترا هيدرو فيوران المشتق منه، يستخدم بتوسع كبير كمذيب ومتفاعل كما يستخدم أيضا كوسيط كيميائي. وهو من المواد المسرطنة.
- الثيوفين: تدخل مركبات الثيوفين كوحدات أساسية لتحضير المركبات الأخرى في العديد من الصناعات الكيميائية مثل صناعة الكيماويات الزراعية وفي الصناعات الدوائية

### عديد الحلقات
الأروماتيات المتعددة الحلقات هي جزيئات تحتوى على إثنين أو أكثر من الحلقات الأروماتية البسيطة مندمجة معا بمشاركة ذرتين كربون مجاورتين (شاهد أيضا حلقة كربون بسيطة).
- نفثالين
- أنثراسين
- فينانثرين
- هيدرو كربون أروماتي عديد الحلقات
- إندول
- كوينولين
- أيزو كينولين
- الكورونين

### الأروماتيات المستبدلة
يوجد جزء كبير من المركبات الكيميائية تحتوى على حلقة أروماتية بسيطة في تركيبها أمثلة لذلك:
- حمض نووي ريبوزي منقوص الأكسجين (بيورين، بيريميدين).
- تراي نيترو تولوين TNT (بنزين).
- حمض أسيتيل سالسيليك الأسبرين (بنزين).
- باراسيتامول (بنزين)

## اقرأ أيضا
- بوليفينول
- ضد العطرية